# Saint-Jouin
Saint-Jouin är en kommun i departementet Calvados i regionen Normandie i norra Frankrike. Kommunen ligger i kantonen Dozulé som ligger i arrondissementet Lisieux. År 2022 hade Saint-Jouin 280 invånare.

## Befolkningsutveckling
Antalet invånare i kommunen Saint-Jouin
Referens:INSEE